# 원더콘

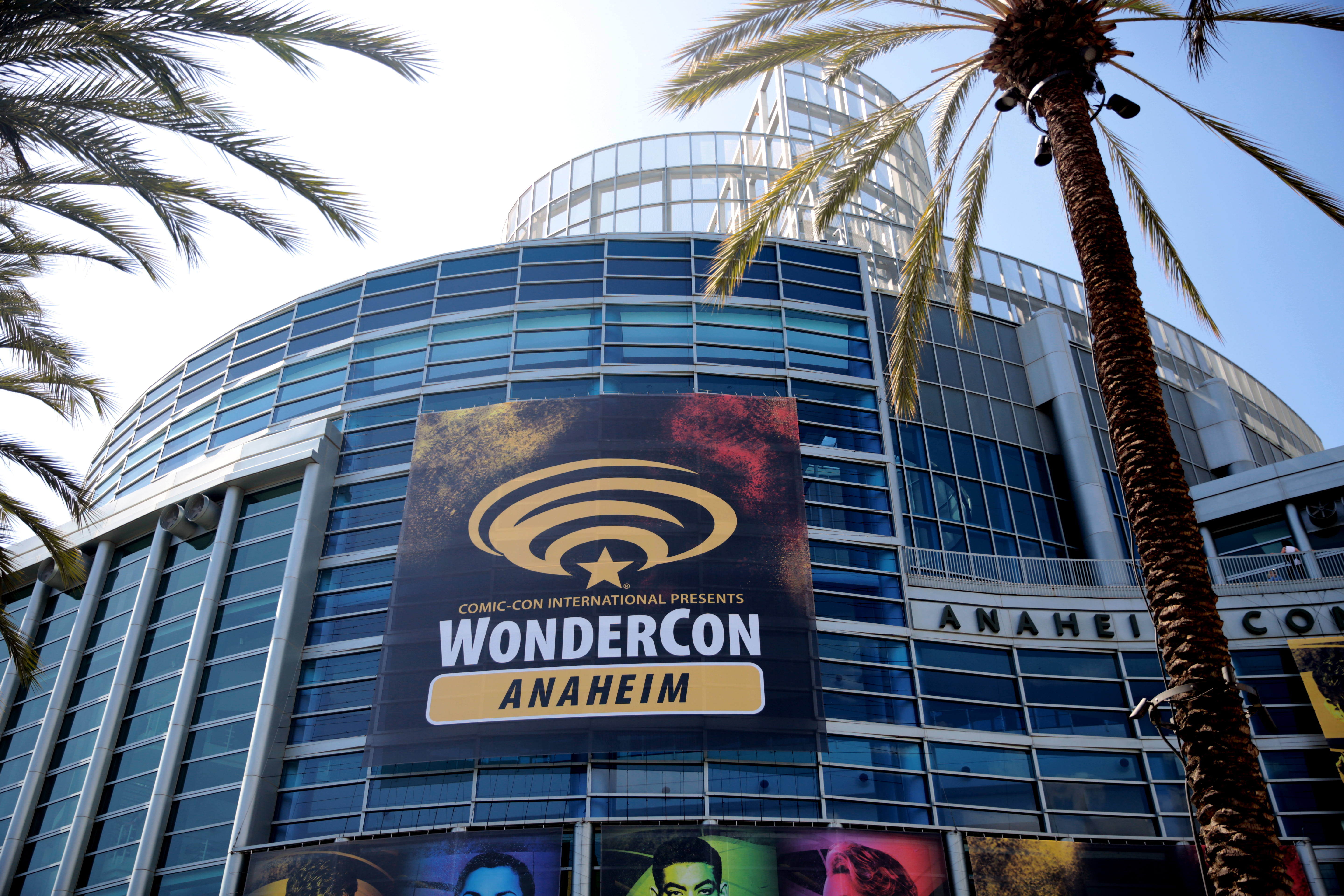

원더콘(WonderCon)은 연간 개최되는 만화, 공상 과학 소설, 모션 픽처 관련 컨벤션 행사이다. 원래 이름은 원더풀 월드 오브 코믹 컨벤션(Wonderful World of Comics Convention)이다. 샌디에이고 코믹콘 인터내셔널에서 조직·운영한다.